# Saison 4 d'Angel
Chronologie
Saison 3 et Saison 6 de Buffy contre les vampires Saison 5
La saison 4 d’Angel est composée de 22 épisode. Elle raconte l'histoire d'Angel et de son équipe, de la libération du vampire jusqu'à son acceptation de l'offre de Wolfram & Hart.

## Évènements principaux
Trois mois après la disparition d'Angel, Fred et Gunn continuent de combattre les créatures de la nuit et de rechercher activement leur ami, assisté de Connor. Celui-ci feint de les aider pour mieux brouiller les pistes et les empêcher de retrouver son père. De son côté, Wesley, qui continue la relation avec Lilah Morgan qu'il a démarré à la fin de la dernière saison, est également à la recherche du vampire. Après avoir contraint Justine à l'aider, il localise et délivre Angel du coffre sous l'océan dans lequel il était enfermé. Angel, s'il remercie Wesley, ne le réintègre pas dans l'équipe pour autant, et chasse Connor de l'hôtel. 
Après le retour de Lorne de Las Vegas, l'équipe est confrontée au retour d'une Cordelia amnésique. Angel et les autres tentent de lui faire retrouver la mémoire, mais leurs mensonges la font se rapprocher de Connor, et elle choisit de rester vivre avec lui. Lorne tente dans un premier temps de lire l'aura de la jeune femme, mais n'y voit que quelque chose de démoniaque. Le contenu de sa vision est par la suite aspiré de sa tête par Wolfram & Hart, et il perd momentanément son don. Il finit par trouver un moyen de rendre la mémoire à Cordelia, mais elle a alors la vision d'un puissant démon. Terrifiée, elle s'enfuit et enquête avec Connor. 
Le démon de ses visions, la Bête, finit par apparaître sur le lieu de naissance de Connor, sous les yeux de ce dernier et de Cordelia. Pendant ce temps, Angel et son équipe sont submergés de signalements de phénomènes surnaturels, ce qui les contraint à s'allier avec Wolfram & Hart. Lorsqu'ils trouvent la créature, elle les bat à plate couture et déclenche alors un déluge de feu sur Los Angeles, pendant que Cordelia et Connor couchent ensemble, à la grande colère d'Angel. Wesley finit par mettre fin à sa relation avec Lilah et réintégrer l'équipe. La Bête s'introduit quant à elle dans les locaux de Wolfram & Hart et y massacre l'intégralité du personnel. Connor se trouvant dans le bâtiment à la recherche d'informations sur le démon, Angel et son équipe partent le sauver. Ils assistent au meurtre par la Bête de la petite fille de la Chambre blanche du cabinet, qui les renvoie in extremis à l'hôtel. En enquêtant, ils découvrent que la petite fille était le lien du cabinet avec les Associés Principaux, et l'un des cinq totems d'un groupe nommé le Ra-Tet. Après les avoir tous tués, la Bête accomplit un rituel qui fait disparaître le soleil de Los Angeles. 
Ayant découvert que la Bête à rencontré Angelus, le groupe est contraint de le faire revenir. Mais le vampire est déterminé à ne pas les aider, et il sème la discorde entre les membres du groupe, comme lorsqu'il révèle que Cordelia et Connor ont couché ensemble ou que Wesley est amoureux de Fred (ce qui finit par provoquer la rupture de Fred et Gunn, dont les relations étaient tendues depuis quelque temps). Le vampire ne révèle que le fait que la Bête sert un maître. Le groupe décide, face à cet échec, de lui restituer son âme. Une fois le rituel accompli, Angel est libérée par Cordelia, et révèle être encore Angelus, avant de s'échapper. Profitant de la panique, Cordelia assassine Lilah, non sans avoir confessé avoir su dès le départ qu'Angelus n'avait pas récupéré son âme. Le vampire retrouve la Bête, et dit refuser de travailler pour son maître, quel qu'il soit. Il s'avère que le maître de la Bête n'est autre que Cordelia. 
Face à tous ces dangers, Wesley apprend à Fatih qu'Angelus est de retour et lui demande de les aider. La Tueuse s’évade de prison et retrouve la trace de la Bête. Alors qu'elle est sur le point de se faire tuer, la créature est elle-même tuée par Angelus. Le retour du soleil contraint ensuite le vampire à fuir. Cordelia annonce alors à Connor être enceinte du jeune homme, et le pousse à tuer son père. Finalement, après un échec de Wesley et Faith qui plonge la Tueuse et le vampire dans un profond sommeil, Willow, appelée en renfort de Sunnydale par Fred, accomplit un rituel par lequel elle restitue son âme au vampire. Elle repart ensuite pour Sunnydale avec Faith. 
Cordelia annonce finalement aux autres qu'elle est enceinte. Elle continue de manipuler Connor, et lorsque Lorne annonce avoir trouvé un moyen de récupérer son pouvoir, elle tente de le tuer, mais tombe dans un piège tendu par Angel, qui avait fini par deviner qu'elle était le maître de la Bête. Elle s'échappe avec l'aide de Connor. En capturant et interrogeant Skip, Angel et les autres finissent par enfin apprendre la vérité : toute l'apparente ascension de Cordelia vers les Puissances supérieures et sa grossesse de Connor n'est qu'une machination visant à permettre l'incarnation du maître de la Bête dans son propre corps humain. Il s'est incarné en Cordelia lorsqu'elle est redescendue sur Terre afin de pouvoir s'enfanter lui-même. Angel arrive trop tard pour empêcher son apparition, et Cordelia donne naissance à Jasmine, une très belle jeune femme. Cordelia tombe ensuite dans le coma. 
Grâce à de mystérieuses facultés magiques, Jasmine fait tomber dans un état de béatitude et d'adoration les membres d'Angel Investigations et toutes les personnes croisant son chemin. Se présentant comme une Puissance supérieure lassée d'observer la Terre, son objectif est l'avènement de la paix mondiale, au prix de l'asservissement de l'Homme. En touchant son sang, Fred rompt le charme, et libère de son emprise le reste de l'équipe, à l'exception de Connor. Après s'être rendu dans une autre dimension, Angel fait prononcer par son gardien le véritable nom de Jasmine, alors qu'elle s'apprêtait à asservir l'humanité au moyen d'un entretien télévisé. Le charme étant rompu, le chaos et la panique se répandent. Jasmine reproche à Angel de l'avoir empêché de propager la paix sur toute la Terre et de sacrifier ainsi la vie de millions de personnes pour quelques-unes qu'elle dévore de temps en temps. Angel lui oppose le libre-arbitre et que les humains doivent rester maître de leurs destins. 
Après une dernière conversation, au cours de laquelle Angel oppose le libre-arbitre des humains à la paix et au bonheur, artificiels mais universels, de Jasmine, la déesse est tuée par Connor. Lilah Morgan, dont le contrat avec Wolfram & Hart s'étend au-delà de la mort, propose alors à Angel Investigations de diriger la succursale de Los Angeles de Wolfram & Hart, en récompense pour avoir empêché la paix universelle. Malgré leurs doutes, les membres de l'équipe sont tentés par le bien qu'ils pourraient faire avec les moyens du cabinet. Au départ réticent, Angel accepte lorsqu'il voit Connor prendre en otage une Cordelia dans le coma et des innocents dans un magasin. Souffrant du fait que toute sa vie n'ait été qu'un mensonge, de la solitude et de son incapacité à être heureux, le garçon ne peut être raisonné, et Angel le met K.O. Il accepte définitivement l'offre de Lilah, prenant les rênes du cabinet à la condition que la mémoire de Connor soit effacée afin qu'il puisse vivre une vie normale dans une famille d'adoption.

## Distribution

### Acteurs principaux
- David Boreanaz (VF : Patrick Borg) : Angel
- Charisma Carpenter (VF : Malvina Germain) : Cordelia Chase
- J. August Richards (VF : Bertrand Liebert) : Charles Gunn
- Amy Acker (VF : Léa Gabriele) : Winifred « Fred » Burkle
- Vincent Kartheiser (VF : Yoann Sover) : Connor
- Andy Hallett (VF : Pierre-François Pistorio) : Lorne (crédité au générique à partir de l'épisode 14) (21 épisodes)
- Alexis Denisof (VF : Eric Legrand) : Wesley Wyndam-Pryce

### Acteurs secondaires
- Stephanie Romanov : Lilah Morgan (10 épisodes)
- Vladimir Kulich : La Bête (8 épisodes)
- Gina Torres : Jasmine (5 épisodes)
- Eliza Dushku : Faith Lehane (3 épisodes)
- Daniel Dae Kim : Gavin Park (3 épisodes)
- Alexa Davalos : Gwen Raiden (3 épisodes)
- Alyson Hannigan : Willow Rosenberg (1 épisode)

## Équipe de production
| - Terrence O'Hara (3 épisodes) - Michael Grossman (2) - Marita Grabiak (2) - Skip Schoolnik (2) - Bill L. Norton (2) - James A. Contner (2) - Jefferson Kibbee (2) - Joss Whedon (1) - Vern Gillum (1) - Sean Astin (1) - Steven S. DeKnight (1) - Jeffrey Bell (1) - David Straiton (1) - Tim Minear (1) | - Steven S. DeKnight : 6 épisodes (dont 3 en collaboration) - Jeffrey Bell : 5 (dont 2 en collaboration) - Elizabeth Craft : 5 en collaboration - Sarah Fain : 5 en collaboration - David Fury : 4 (dont 1 en collaboration) - Mere Smith : 4 (dont 1 en collaboration) - Joss Whedon : 1 - Tim Minear : 1 - Ben Edlund : 1 |

## Épisodes

### Épisode 1:Dans les abysses
- États-Unis : 6 octobre 2002 sur The WB
- France : 3 septembre 2003 sur TF1

- Andy Hallett (Lorne)
- John Rubinstein (Linwood Murrow)
- Stephanie Romanov (Lilah Morgan)
- Laurel Holloman (Justine Cooper)
- Daniel Dae Kim (Gavin Park)

### Épisode 2:Cordelia, où es-tu?
- États-Unis : 13 octobre 2002 sur The WB
- France : 3 septembre 2003 sur TF1

- Stephanie Romanov (Lilah Morgan)
- Alexa Davalos (Gwen Raiden)
- Tom Irwin (Elliot)
- Rena Owen (Dinza)

### Épisode 3:Le casino gagne toujours
- États-Unis : 20 octobre 2002 sur The WB
- France : 10 septembre 2003 sur TF1

- Andy Hallett (Lorne)
- Clayton Rohner (Lee DeMarco)

### Épisode 4:Mensonges et Vérité
- États-Unis : 27 octobre 2002 sur The WB
- France : 10 septembre 2003 sur TF1

- Andy Hallett (Lorne)
- Stephanie Romanov (Lilah Morgan)

### Épisode 5:L'Ombre des génies
- États-Unis : 3 novembre 2002 sur The WB
- France : 17 septembre 2003 sur TF1

- Andy Hallett (Lorne)
- Stephanie Romanov (Lilah Morgan)
- Randy Oglesby (Professeur Seidel)

### Épisode 6:La Bouteille magique
- États-Unis : 10 novembre 2002 sur The WB
- France : 17 septembre 2003 sur TF1

- Andy Hallett (Lorne)
- Vladimir Kulich (la Bête)

### Épisode 7:Le Déluge de feu
- États-Unis : 17 novembre 2002 sur The WB
- France : 24 septembre 2003 sur TF1

- Andy Hallett (Lorne)
- Stephanie Romanov (Lilah Morgan)
- Daniel Dae Kim (Gavin Park)
- Vladimir Kulich (la Bête)

### Épisode 8:Le Piège
- États-Unis : 15 janvier 2003 sur The WB
- France : 24 septembre 2003 sur TF1

- Andy Hallett (Lorne)
- Stephanie Romanov (Lilah Morgan)
- Daniel Dae Kim (Gavin Park)
- Vladimir Kulich (la Bête)

### Épisode 9:La Course du soleil
- États-Unis : 22 janvier 2003 sur The WB
- France : 1er octobre 2003 sur TF1

- Andy Hallett (Lorne)
- Vladimir Kulich (la Bête)
- Alexa Davalos (Gwen Raiden)
- Jack Kehler (Manny)
- Michael Chinyamurindi (Ashtet)

### Épisode 10:L'Éveil
- États-Unis : 29 janvier 2003 sur The WB
- France : 1er octobre 2003 sur TF1

- Andy Hallett (Lorne)
- Vladimir Kulich (la Bête)
- Roger Yuan (Wo-Pang)

### Épisode 11:Sans âme
- États-Unis : 5 février 2003 sur The WB
- France : 8 octobre 2003 sur TF1

- Andy Hallett (Lorne)
- Vladimir Kulich (la Bête)

### Épisode 12:La Grande Menace
- États-Unis : 12 février 2003 sur The WB
- France : 8 octobre 2003 sur TF1

- Andy Hallett (Lorne)
- Stephanie Romanov (Lilah Morgan)
- Vladimir Kulich (la Bête)
- Roger Yuan (Wo-Pang)

### Épisode 13:Le Retour de Faith
- États-Unis : 5 mars 2003 sur The WB
- France : 15 octobre 2003 sur TF1

- Andy Hallett (Lorne)
- Stephanie Romanov (Lilah Morgan)
- Vladimir Kulich (la Bête)
- Eliza Dushku (Faith)

### Épisode 14:Libération
- États-Unis : 12 mars 2003 sur The WB
- France : 15 octobre 2003 sur TF1

- Eliza Dushku (Faith)
- Christopher Neiman (Démon Frotor)

### Épisode 15:Orphée
- États-Unis : 19 mars 2003 sur The WB
- France : 22 octobre 2003 sur TF1

- Alyson Hannigan (Willow Rosenberg)
- Eliza Dushku (Faith)

### Épisode 16:Opération Lisa
- États-Unis : 26 mars 2003 sur The WB
- France : 22 octobre 2003 sur TF1

- Alexa Davalos (Gwen Raiden)

### Épisode 17:L'Horreur sans nom
- États-Unis : 2 avril 2003 sur The WB
- France : 29 octobre 2003 sur TF1

- Gina Torres (Jasmine)
- David Denman (Skip)
- Julie Benz (Darla)

### Épisode 18:Douce Béatitude
- États-Unis : 9 avril 2003 sur The WB
- France : 29 octobre 2003 sur TF1

- Gina Torres (Jasmine)

### Épisode 19:La Balle magique
- États-Unis : 16 avril 2003 sur The WB
- France : 5 novembre 2003 sur TF1

- Gina Torres (Jasmine)
- Patrick Fischler (Ted)
- Danny Woodburn (la créature)

### Épisode 20:Sacrifice
- États-Unis : 23 avril 2003 sur The WB
- France : 5 novembre 2003 sur TF1

- Gina Torres (Jasmine)
- Micah Henson (Matthew)
- Avery Kidd Waddell (Golden)
- Jeff Ricketts (le monstre araignée)

### Épisode 21:La Paix universelle
- États-Unis : 30 avril 2003 sur The WB
- France : 12 novembre 2003 sur TF1

- Gina Torres (Jasmine)
- Stephanie Romanov (Lilah Morgan)

### Épisode 22:Une vraie famille
- États-Unis : 7 mai 2003 sur The WB
- France : 12 novembre 2003 sur TF1

- Stephanie Romanov (Lilah Morgan)
- Jim Abele (le père de Connor)

## DVD
La saison 4 en DVD se présente sous la forme d'un coffret de 6 DVD comprenant les 22 épisodes de la saison ainsi que les versions commentées des épisodes suivants :
- Le casino gagne toujours commenté par David Fury et Andy Hallett
- La Bouteille magique commenté par Joss Whedon et Alexis Denisof
- Le Déluge de feu commenté par Vern Gillum et Steven S. DeKnight
- Orphée commenté par Terrence O'Hara et Jeffrey Bell
- L'Horreur sans nom commenté par Steven S. DeKnight
- La Balle magique commenté par Jeffrey Bell
- Une vraie famille commenté par Tim Minear

Parmi les autres bonus se trouvent un bêtisier ainsi que plusieurs documentaires sur :
- Angel et l'Apocalypse
- l'hôtel Hypérion
- Jasmine et la Bête
- Wolfram & Hart
- l'ensemble de la saison